# Harrison River (Fraser River)
Der Harrison River ist ein 18 km langer wasserreicher rechter Nebenfluss des Fraser River, dessen Mündung nahe Chehalis gelegen ist.

## Flusslauf
Der Harrison River entwässert den See Harrison Lake und bildet somit die Fortsetzung des Lillooet River, der dem See zufließt. Von der Quelle des Lillooet River gemessen erreicht er eine Gesamtlänge von 177 km.
Der Harrison River ist schiffbar, obwohl es in den Tagen des Fraser-Canyon-Goldrausches notwendig war, Sandbänke an seiner Mündung auszubaggern, welche als „the Riffles“ bekannt sind. Es gibt auch leichte Stromschnellen und schwierige Stellen in dem Abschnitt unterhalb des Ausflusses aus dem Harrison Lake.
Unterhalb des Zusammenflusses mit dem Chehalis River an der Brücke (British Columbia Highway 7) zwischen Chehalis und dem Ort Kent, verbreitert sich der Fluss zu der sogenannten Harrison Bay und mündet schließlich in den Fraser River. Zusätzlich wird der Harrison River von der Hauptlinie der Canadian Pacific Railway überquert.
Der Lauf des Harrison River war während des Fraser-Canyon-Goldrausches ein Teil der „Wasser- und Kutschenstrecke“ ins British Columbia Interior, der sogenannten Douglas Road.